# Ernst Constantijn van Hessen-Philippsthal
Ernst Constantijn van Hessen-Philippsthal (Philippsthal, 8 augustus 1771 - Meiningen, 25 december 1849) was van 1816 tot aan zijn dood landgraaf van Hessen-Philippsthal. Hij behoorde tot de linie Hessen-Kassel-Philippsthal van het huis Hessen.

## Levensloop
Ernst Constantijn was de jongste zoon van landgraaf Willem van Hessen-Philippsthal uit diens huwelijk met Ulrika Eleonora, dochter van landgraaf Willem van Hessen-Philippsthal-Barchfeld.
Tot in 1796 stond hij als officier in dienst van het Nederlandse leger. Vervolgens werd hij in 1797 de eigenaar van een porseleinfabriek in Volkstedt, die hij na twee jaar opnieuw verkocht.
In 1808 werd Ernst Constantijn grootkamerheer van Jérôme Bonaparte, de koning van Westfalen. Nadat dit koninkrijk in 1813 werd opgeheven, werden het vroegere keurvorstendom Hessen en apanage Hessen-Philippsthal gerestaureerd. Hessen-Philippsthal werd tot in 1816 geregeerd door Ernst Constantijns oudere broer Lodewijk, waarna hij hem opvolgde. Ook trad hij opnieuw in Nederlandse militaire dienst. Uiteindelijk bracht hij het tot generaal.
Ernst Constantijn was eveneens vrijmetselaar. Hij overleed op Kerstmis 1849, 78 jaar oud. 

## Huwelijken en nakomelingen
Op 10 april 1796 huwde hij in Rudolstadt met zijn eerste echtgenote Louise (1775-1808), dochter van vorst Frederik Karel van Schwarzburg-Rudolstadt. Ze kregen vijf zonen:
- Frederik Willem (1797)
- Ferdinand (1799-1837)
- George Gustaaf (1801-1802)
- Karel II (1803-1868), landgraaf van Hessen-Philippsthal
- Frans (1805-1861), Freiherr von Falkener, huwde in 1841 morganatisch met Maria Katharina Kollmann

Op 18 februari 1812 hertrouwde hij in Kassel met zijn nicht Carolina (1793-1872), dochter van prins Karel van Hessen-Philippsthal. Ze kregen twee kinderen:
- Victoria (1812-1837)
- Willem Eduard (1817-1819)

- Gemeinsame Normdatei: 111076619X
- Nationale Bibliotheek van Polen: a0000003575950
- Virtual International Authority File: 157147094986625081307
- WorldCat: E39PBJqbpqHXTgTrGyypR46HYP